# Polná (železniční zastávka)
Polná je železniční zastávka a nákladiště (někdejší železniční stanice) v západní části města Polná v okrese Jihlava v Kraji Vysočina nedaleko rybníka Peklo. Leží na neelektrifikované jednokolejné trati Dobronín–Polná. Pravidelná osobní přeprava byla ukončena roku 1982 a trať se dlouhodobě nachází ve špatném technickém stavu (2019).

## Historie
17. listopadu 1904 otevřela společnost Rakouská severozápadní dráha (ÖNWB) šestikilometrovou odbočnou trať z Dobronína, kudy od roku 1871 procházela hlavní trasa dráhy spojující primárně Vídeň a Berlín přes Jihlavu a Havlíčkův Brod, odkud mohly vlaky po již dokončené trati pokračovat do Kolína. Nově postavené nádraží v Polné zde vzniklo jako koncová stanice, dle typizovaného stavebního vzoru.
Po zestátnění ÖNWB v roce 1908 pak obsluhovala stanici jedna společnost, Císařsko-královské státní dráhy (kkStB), po roce 1918 pak správu přebraly Československé státní dráhy.
22. května 1982 zde byla přerušena pravidelná přeprava cestujících. Od roku 2011 se na trati příležitostně pořádají jízdy turistických vlaků. Roku 2018 se budova nádraží dočkala opravy.

## Popis
Nachází se zde jedno nekryté jednostranné nástupiště, k příchodu k vlakům slouží přechody přes koleje.